# Vitry-sur-Loire
Vitry-sur-Loire ist eine französische Gemeinde mit 423 Einwohnern (Stand 1. Januar 2022) im Département Saône-et-Loire in der Region Bourgogne-Franche-Comté (vor 2016 Bourgogne). Die Gemeinde gehört zum Arrondissement Charolles und zum Kanton Digoin (bis 2015 Bourbon-Lancy). 

## Geografie
Vitry-sur-Loire liegt an der Loire. Umgeben wird Vitry-sur-Loire von den Nachbargemeinden Cronat im Norden, Maltat im Osten, Bourbon-Lancy und Lesme im Süden sowie Saint-Martin-des-Lais im Westen.

## Bevölkerungsentwicklung
| Jahr                      | 1962 | 1968 | 1975 | 1982 | 1990 | 1999 | 2006 | 2011 | 2016 |
| Einwohner                 | 585  | 577  | 520  | 515  | 489  | 460  | 435  | 445  | 436  |
| Quelle: Cassini und INSEE |      |      |      |      |      |      |      |      |      |

## Kultur und Sehenswürdigkeiten

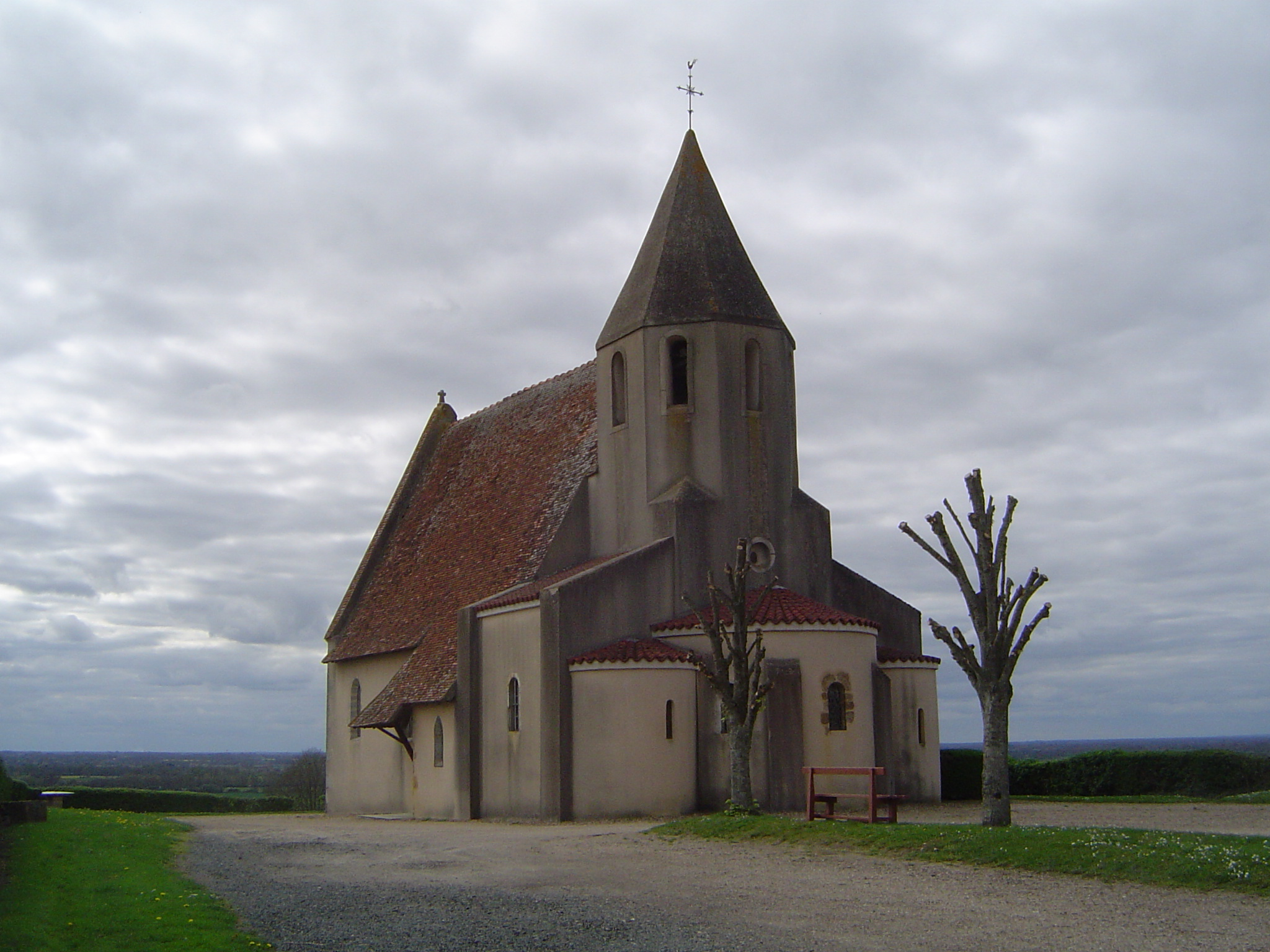
Kirche Notre-Dame-de-l’Assomption

- Kirche Notre-Dame-de-l’Assomption, Monument historique seit 1936